# Lista de condes e duques de Vendôme
Conde de Vendôme e, posteriormente, Duque de Vendôme, foram títulos de nobreza, atribuídos aos senhores da região do Vendôme, na França.
O primeiro titular conhecido do título foi Bucardo Ratepilato. O território passou, por casamento, a várias casas e linhagens, chegando em 1372 a um ramo novo ramo da casa de Bourbon. Em 1514, o Vendôme foi transformado em ducado. Em 1589, o então Duque de Vendome ocupou o trono francês como Henrique IV , e o título passou para o domínio real .
O Vendome foi reconcedido ao seu filho ilegítimo César em 1598, e na posse dos seus descendentes até a extinção da linha masculina, ocorrida em 1727.

## Condes de Vendôme

### Bucardistas
- Bucardo Ratepilato (c. 930–956...967), filho de Bucardo conde de Sens, ele é o primeiro conde de Vendôme e o fundador da linhagem ou casa que tem origem no seu nome: os Bucardistas
- Bucardo I, o Venerável (956...967–1005), conde de Vendôme e conde de Melun, nomeado por Hugo Capeto como  Conde de Paris e conde de Corbeil pelo casamento. Era irmão mais novo de Godofredo I Grisegonnelle conde de Anjou. ambos filhos de Fulco II, o Bom (n920), conde de Anjou (942-960) e sua esposa Gerberga, filha de Teobaldo visconde de Tours († 952).

∞Casou-se com  Elisabete e tiveram  três filhos: Reinaldo, conde de Vendôme e conde de Melun, bispo de Paris, († 18/01/1020); Bucardo († 1012) e Adélia(ou Elisabete) (n958-m1040), casada em 989 com Fulco Nerra conde de Anjou, e surpreendida em adultério (no ano de 1000).
Segundo outras fontes ele seria filho de Bucardo Ratepilato, 1º conde de Vendôme, e neto de Bucardo de Sens (conde de Sens)
- Reinaldo (1005–1017),  conde de Vendôme,  conde de Melun e bispo de Paris (991–1017), († 18 de janeiro de 1020)

### Casa de Nevers
- Bodon de Nevers (1017–1023), Filho de Landri IV, conde de Nevers e senhor de Maërs e Monceaux,(† 11 de maio de 1028) e Matilde, filha de Oto I Guillherme, conde da Borgonha.

∞Casou-se com Adélia, filha de Fulco III, conde de Anjou e Elisabete de Vendôme, filha de Bucardo I. Bodon, pelo casamento com Adélia, tornou-se conde de Vendôme e de Anjou.
- Bucardo II (1023–1028), filho de Adélia e Fulco III
  - sob a regência de Fulco III de Anjou (1023–1027)
- trono compartilhado entre Adélia de Vendôme-Anjou e Fulco de Vendôme (1028–1032)

### Casa de Anjou
- Godofredo I dito o Martel (1032–1056), nasceu em 14 de outubro de 1006 e morreu em 14 de novembro de 1060, foi Conde de Vendôme, conde de Anjou (1040-1060) e conde de Tours (1044-1060). Foi da família ou linhagem dos Ingelgeriens e era filho de Fulco Nerra, conde de Anjou e Hildegarda. Ele sucedeu Adélia e expulsou Fulco.

∞Casou-se em 1032 com Ágnes de Borgonha , filha de Oto Guilherme, conde de Borgonha e Ermentrude de Roucy, e viúva de Guilherme V, o Grande, duque da Aquitânia e conde de Poitiers. Divorciou-se dela em 1049
∞Casou-se então com Grécia de Langeais, viúva de Berlaio I, senhor de Montreuil. Também divorciou-se dela.
∞Depois casou-se com Adélia de Blois, filha de (Odo) Eudes de Blois e a repudia
∞E, finalmente, casou-se com Adelaide de Theutonice
Segundo outras fontes ele seria filho de Godofredo I, senhor de Preuilly e neto, por parte de pai de Efroi, (???-1009), senhor de Preuilly e senhor de La Rocheposay.
Na falta de filhos, foi sucedido pelo sobrinho, filho de sua irmã Ermengarda, Godofredo III, o Barbudo.

### Casa de Nevers
- Fulco de Vendôme (1056–1066), filho de Odo ou Eudes, conde de Nevers (???-1023?) e Adélia (990?-1033?) e neto por parte de mãe Fulco III de Anjou, o negro e Elizabete de Vendôme  (960?-1000) (filha de Bucardo IV), foi reinstalado no poder por Henrique I de França

∞Casou-se com Petronília de Chateau-Renard, filha de Valter I de Chateau-Gontier (???-1061?) e sua esposa Petonilia (ou Beatriz) e foram pais de Eufrosina de Vendôme e Ágata de Vendôme
- Bucardo III (1066–1085)
  - sob a regência de Guido de Nouastre (1066–1075)

### Casa de Preuilly
- Godofredo II de Vendôme dito o Jordanês (1085–1102), senhor de Preuilly, filho de Godofredo II de Preuilly, senhor de de Preuilly e Almodis. Participou da desavença entre or irmãos de Anjou, Godofredo III e Fulco IV e também participou da Primeira Cruzada onde morreu, em 1102, aprisionado pelos árabes no cerco de Ascalão.

∞Casou-se com Eufrosina, filha de Fulco de Vendôme e tiveram três filhos: Godofredo, que o  sucedeu no Vendôme; Escivardo, que o sucedeu no Preuilly; Engelbaudo (1062-1115), arcebispo de Tours.
- Godofredo III de Vendôme (1102–1137) (†1145), Conde de Vendôme, filho de Godofredo II de Vendôme e Eufrosina.
  - sob a regência (1102–1105) de Eufrosina de Vendôme, viúva de Godofredo.
- João I (1137–1180), conde de Vendôme, foi filho de Godofredo IV Grisegonel de Preuilly (1080?-1144?) e Matilde de Chateaudun

∞Casou-se com Berta do Puy-du-Fou (ou Riquilda de Lavardin (???-1130?) e foram pais de Bucardo IV, Lancelin (1185?), Godofredo de Preuilly ((que foi tutor de seu sobrinho João II de 1202 a 1211) e Matilde de Preuily.
- Bucardo IV (1180–1202), filho de João I de Preuilly, conde de Vendome e Berta do PUY-DU-FOU ou Riquilda de Lavardin

∞Casou-se com Ágata de Lavardin, filha de Pedro de Lavardin
- João II (1202–1211) filho de Godofredo, senhor de Lavardin. Com a morte de seu avô ele ficou sob a tutela de seu tio avô Godofredo de Vendôme.
  - sob a regência (1202–1211) de Godofredo, filho de João I
- João III (1211–1217), filho de Bucardo IV e Ágata. Sucedeu ao sobrinho João II como conde de Vendôme. Em 1212 em Soissons, ele jurou fidelidade a Filipe Augusto da França.

∞Casou-se, após ela haver se divorciado do conde Reinaldo de Dammartin, com Maria de Châtillon, filha de Guido II de Châtillon e sua primeira esposa Alice de Dreux, filha de Roberto I, conde de Dreux. Mas deste casamento não surgiram filhos

### Casa de Montoire
- João IV de Montoire (1217–1230), senhor de Montoire, bisneto de Bucardo IV e  filho de Pedro II, senhor de Montoire e de Ágnes de Vendome, ele foi senhor de Montoire e  conde de Vendôme (1217-1240). Ele sucedeu a seu tio João III em 1217. Em 1220, ele fundou, com sua esposa, a abadia da virgindade, para mulheres idosas, no convento de Vendome.

∞Casou-se com Eglantine de Palluau, filha de Godofredo I de Palluau e Matilde de Montoire]], neta portanto (por parte de mãe, de Ágnes de Vendôme, filha de Bucardo IV
- Pedro I de Montoire (1230–1249), conde de Vendôme, senhor de Montoire. Era  filho de João IV de Montoire, Senhor de Montoire e conde de Vendôme e de sua esposa Eglantine Palluau.

∞Casou-se com Joana de Mayenne, filha de Juhel III, senhor de Mayenne e com ela teve 4 filhos.
- Bucardo V de Montoire (1249–1270), Conde de Vendôme (1249-1271), pertencia à Casa de Montoire. Era filho de Pedro e Gervásia de Mayenne.

∞Casou-se com Maria de Roye
- João V de Montoire (1271–1315) Conde de Vendôme (1271-1315) e senhor de Castres (1300-1315), pertencia à Casa de Montoire. Era filho de Bucardo V de Montoire e Maria de Roye.

∞Casou-se com Leonor de Montfort, filha de Filipe II de Montfort, senhor de Castres, e de Joana Lévis Mirepoix, que lhe trouxe o Castres.
- Bucardo VI de Montoire (1315–1354 Conde de Vendôme e senhor de Castres (1315-1354), pertencia à Casa de Montoire. Era filho de João V e Leonor de Monfort

∞Casou-se com Alice da Bretanha
- João VI (1354–1364). Conde de Vendôme e senhor de Castres (1354-1365), pertencia à Casa de Montoire e era filho de Bucardo VI e Alice da Bretanha.

∞Casou-se em  1342 com Joana de Pontieu e tiveram dois filhos: Bucardo VII e Catarina de Vêndome
- Bucardo VII (1364–1371), filho de João VI e Joana de Pontieu

∞Casou-se em com 1362 com Isabel de Bourbon (1340-1371), filha de Jaime I de Bourbon e que havia sido casada anteriormente, em 1362, com Luís II, Viscode de Beaumont-au-Maine.
- Joana (†1372)
  - sob a regência da avó Joana de Ponthieu (1371–1372)
- Catarina de Vendôme (1372–1403), condessa de Vendôme[1] e senhora de Castres (1372-1403), era uma nobre francesa da Casa de Montoire. Era filha de João VI de Vendôme e Joana de Ponthieu.

∞Casou-se em 1364 com João VII de Bourbon-La Marche
- - com João VII de Bourbon-La Marche[1][2] (1372–1393). João I de Bourbon, conde de la Marche (n1344-m1393) foi o segundo filho de Jaime I conde de da Mancha e de Joana de Châtillon. Governou em conjunto com a esposa.
  - com Luís I de Bourbon-Vendôme (1393–1403), filho de Catarina de Vendôme e João VII de Bourbon-La Marche.[1][2][3] Governou sob a regência e em conjunto com a mãe até 1403

### Casa de Bourbon
- Luís I (1403–1446), filho mais moço de João I de Bourbon, conde de La Marche,[2][3] e de Catarina de Vendôme. Conde de Vendome e, em 1425, Carlos VII da França o tornou conde de Chartres. Aliou-se a Joana d'Arc e a outros nobres na defesa de Orleães em 1429 e no cerco a Jargeau. Esteve presente na coroação de Carlos VII em Reims.

∞Casou-se com Branca de Roucy (m.1421), filha de Hugo II  conde de Roucy
∞Casou-se com Joana de Laval (m.1468), filha de Guido XII, conde de Laval

### Condes ingleses de Vendôme
- Roberto Willoughby (1424–1430), sucedendo ao pai, em 1409, ele tornou-se o  6º (sexto) barão Willoughby de Eresby. Em 1416 ele foi investido como cavaleiro da Ordem da Jarreteira. Em 1424 foi feito conde de Vendôme por João, duque de Bedford como regente de Henrique VI como Rei de França.

∞Casou-se em 21 de fevereiro de 1421 com Lady Elizabete Montagu, com quem teve uma filha, de nome Joana;
∞Casou-se, em segundas núpcias em  9 de janeiro de 1449 com Maud Stanhope

### Casa de Bourbon
- João VIII (1446–1477). filho de filho de Luís de Bourbon e de Joana de Laval.

∞Casou-se com Isabel de Beauvau, senhora de La Roche-sur-Yon, com a qual teve oito filhos:
- Francisco I (1477–1495) Em 1484, recebeu o baronato de Mondoubleau, o qual foi incorporado ao condado de Vendôme. Francisco foi um fiel seguidor de Ana de Beaujeu e de Carlos VIII de França.

∞Casou-se em 1487 com Maria de Luxemburgo, viúva de Jaime de Saboia, conde de Romont. Ela trouxe vários estados como dote, inclusos os condados de Saint-Pol e o de Soissons, na Picardia. Tiveram 6 filhos:
- - sob a regência do cunhdado Luís de Joyeuse (1477–1484), esposo de sua irmã Joana de Vendôme

## Duques de Vendôme
| Nome                                                    | Imagem                     | Nascimento | Casamento e descendência                               | Morte                                               |
| ------------------------------------------------------- | -------------------------- | --- | ------------------------------------------------------ | --------------------------------------------------- |
| Casa de Bourbon                                         |                            | |                                                        |                                                     |
| Carlos IV 30 de outubro de 1495 — 25 de março de 1537   | Carlos, Duque de Vendôme   | 2 de junho de 1489 | Francisca de Alençon 18 de maio de 1513 13 filhos      | 25 de março de 1537 (47 anos, 9 meses e 23 dias)    |
| Carlos IV 30 de outubro de 1495 — 25 de março de 1537   | Carlos, Duque de Vendôme   | Conde de Vendôme, Carlos recuperou o título de Duque de Vendôme. Fiel par e seguidor de Francisco I de França, participou na Batalha de Marignan em 1515 e, depois de 1525, enquanto o Rei era mantido em cativeiro, foi um dos membros que compuseram o conselho de regência. Carlos casou-se em 18 de maio de 1513, com Francisca de Alençon, Duquesa de Beaumont e viúva de Francisco II de Orleães-Longueville. O casal gerou treze filhos, dentro os quais: Antônio, Duque de Vendôme, Carlos, Arcebispo de Ruão e João de Bourbon, Conde de Soissons.                                                     |                                                        |                                                     |
| Antônio 25 de março de 1537 — 17 de novembro de 1562    | Antônio de Bourbon         | 22 de abril de 1518 | Joana de Albret 20 de outubro de 1548 5 filhos         | 17 de novembro de 1562 (44 anos, 6 meses e 26 dias) |
| Antônio 25 de março de 1537 — 17 de novembro de 1562    | Antônio de Bourbon         | Filho de Carlos de Bourbon, Duque de Vendôme, Antônio casou-se a 20 de Outubro de 1548, em Moulins, com Joana d'Albret, Rainha de Navarra e filha de Henrique II de Navarra e de Margarida de Angoulême. Em 1555, Antônio ascendeu ao trono como Rei de Navarra em direito próprio através do casamento com Joana III. O casamento rendeu os herdeiros Henrique de Bourbon (posteriormente coroado como Henrique III de Navarra e IV de França), sendo este o primeiro nobre da Casa de Bourbon a ascender ao trono de França.                                                                                  |                                                        |                                                     |
| Henrique I 17 de novembro de 1562 — 2 de agosto de 1589 | Henrique I                 | 13 de dezembro de 1553 | Maria de Médici 17 de dezembro de 1600 6 filhos        | 14 de maio de 1610 (56 anos, 5 meses e 1 dia)       |
| Henrique I 17 de novembro de 1562 — 2 de agosto de 1589 | Henrique I                 | Henrique foi filho de Antônio I de Bourbon. Com a sua coroação como Rei de Navarra em 1572, o Ducado de Vendôme foi absorvido pela Coroa francesa. Henrique casou-se em 1572 com Margarida de Valois (irmã de Carlos IX e de Henrique III e filha de Catarina de Médici). Alcunhada de la reine Margot, Margarida não gerou-lhe hedeiros. Entre os filhos legitimados destacam-se: César, (1594-1665), Duque de Vendôme, que se segue; Catarina, Mademoiselle de Vendôme (1596-1663), que casou com Carlos II, Duque de Elbeuf; Alexandre (1598-1629), Chevalier de Vendôme, Prior da Ordem de Malta em França. |                                                        |                                                     |
| Casa de Bourbon-Vendôme                                 |                            | |                                                        |                                                     |
| César 1598 — 22 de outubro de 1665                      | César I                    | 3 de junho de 1594 | Francisca de Lorena 16 de julho de 1609 3 filhos       | 22 de outubro de 1665 (71 anos, 4 meses e 19 dias)  |
| César 1598 — 22 de outubro de 1665                      | César I                    | Filho legitimado de Henrique IV de França e Gabrielle d'Estrées, Duquesa de Beaufort, nascido em 1594 e legitimado em 1596 (fundador da segunda Casa de Bourbon-Vendôme). Em 1598, César foi criado Duque de Vendôme e, no ano seguinte, herdou os Ducados de Beaufort e de Étampes na sequência da morte de sua mãe. Em 1609, César casou-se com Francisca de Lorena (1592-1669), Mademoiselle de Mercouer, filha de Filipe Emanuel, Duque de Mercouer. |                                                        |                                                     |
| Luís II 22 de outubro de 1665 — 12 de agosto de 1669    | Luís II, Duque de Vendôme  | Outubro de 1612 | Laura Mancini 1651 4 filhos                            | 12 de agosto de 1669 (56 anos, 10 meses e 11 dias)  |
| Luís II 22 de outubro de 1665 — 12 de agosto de 1669    | Luís II, Duque de Vendôme  | Filho de César de Bourbon e Francisca de Lorena, nascido em 1594, sendo neto legitimado de Henrique IV de França e primo de Luís XIII de França. Luís II foi o segundo chefe da segunda Casa de Bourbon-Vendôme. Em 1651, Luís II casou-se com Laura Mancini, uma das "Mazarinettes", as sobrinhas do Cardeal Jules Mazarin. |                                                        |                                                     |
| Luís José 12 de agosto de 1669 — 11 de junho de 1712    | Luís II, Duque de Vendôme  | 11 de julho de 1654 | Maria Ana de Bourbon 21 de maio de 1710 Sem filhos     | 11 de junho de 1712 (57 anos e 11 meses)            |
| Luís José 12 de agosto de 1669 — 11 de junho de 1712    | Luís II, Duque de Vendôme  | Filho de Luís II de Bourbon e Laura Mancini, nascido em 1654, sendo bisneto legitimado de Henrique IV de França e primo em terceiro grau de Luís XIV de França. Luís José foi também Duque de Beaufort (1669-1688), Duque de Étampes, Duque de Mercœur e Duque de Penthièvre (1669-1712). Cognominado "o Grande Vendôme", Luís José alcançou também o posto de Marechal de França após sucessivas campanhas militares durante a Guerra da Sucessão Espanhola. |                                                        |                                                     |
| Filipe 11 de junho de 1712 — 24 de janeiro de 1727      | Filipe, Duque de Vendôme   | 23 de agosto de 1655 | — Não se casou.                                        | 24 de janeiro de 1727 (71 anos, 5 meses e 1 dia)    |
| Filipe 11 de junho de 1712 — 24 de janeiro de 1727      | Filipe, Duque de Vendôme   | Irmão mais novo de Luís José de Bourbon-Vendôme, nascido em 1655, sendo bisneto legitimado de Henrique IV de França e primo em terceiro grau de Luís XIV de França. Filipe foi o 4.º Duque de Vendôme e Grão-Prior de França, Prior da Ordem de Malta e comandante do Exército francês. Em 1712, sucedeu ao irmão Luís José como Duque de Vendôme, mas morreu sem descendência e os títulos extinguiram-se. Os bens do Ducado de Vendôme foram anexados à Coroa francesa por Luís XIV em 1712, sob o pretexto de que Filipe era Grão Prior da França na Ordem de Malta, mantendo apenas o uso do título.        |                                                        |                                                     |
| Luís III 14 de maio de 1771 — 6 de outubro de 1789      | Luís III, Duque de Vendôme | 17 de novembro de 1755 | Maria Josefina de Saboia 14 de maio de 1771 Sem filhos | 16 de setembro de 1824 (68 anos, 9 meses e 30 dias) |
| Luís III 14 de maio de 1771 — 6 de outubro de 1789      | Luís III, Duque de Vendôme | Luís Estanislau Xavier, filho de Luís, Delfim de França e Maria Josefa da Saxônia, foi Filho de França e Conde da Provença desde seu nascimento. Posteriormente, por ocasião de seu casamento com Maria Josefina de Saboia, Luís recebeu o título de Duque de Vendôme, mantendo-o até a suspensão de títulos nobiliárquicos durante a Revolução Francesa. Em 1815, Luís veio a suceder a seu irmão, Luís XVI, como Rei de França e de Navarra sob o nome régio de Luís XVIII. |                                                        |                                                     |

### Título de cortesia
O título foi revivido pelos orleanistas pretendentes ao trono da França como um título de cortesia. No entanto não possui validade sob a lei francesa.
- Emanuel (I) (1872–1931) Filho de Fernando Filipe, Duque de Alençon e de sua esposa a duquesa Sofia Carlota da Baviera.

∞Casou-se em 12 Fevereiro de 1896, em Brussels, com a príncesa Henriqueta da Bélgica, filha do rei Alberto I da Bélgica e da duquesa Isabel da Baviera, filha de Carlos Teodoro, duque da Baviera e de sua segunda esposa, a infanta Maria José de Bragança. Isabel era sobrinha da imperatriz "Sissi" da Áustria e neta do deposto rei D. Miguel I de Portugal.
- João (IX) (b.1965) Príncipe João Carlos Pedro Maria de Orléans, Delfim da França, duque de Vendôme, nasceu em Paris em 19 de maio de 1965, filho de Henrique, Conde de Paris e pretendente orleanista ao trono francês, e de sua esposa a duquesa de Württemberg, Maria Teresa.

∞Casou-se com a duquesa Tatiana de Oldenburg (b. 1974) in 2001